# Боско Панаро (Беневенто)
Боско Панаро је насеље у Италији у округу Беневенто, региону Кампанија.
Према процени из 2011. у насељу је живело 21 становника. Насеље се налази на надморској висини од 288 м.